# Céline Champinot
Céline Champinot, née le 22 janvier 1985, est une metteuse en scène, autrice et comédienne française.. 

## Biographie
Céline Champinot étudie à l'IEP de Lyon, avant de se diriger vers le théâtre puis d'étudier à l’ESAD-Paris entre 2005 et 2008 puis au CNSAD. Elle se forme à la mise en scène auprès de Philippe Quesne, Dieudonné Niangouna et le Blitz Theatre Group,.
Elle est un temps comédienne, notamment pour Guillaume Barbot, mais se dirige rapidement vers l'écriture et la mise en scène.
Elle co-fonde le groupe La Galerie, avec lequel elle participe aux créations collectives de textes de Marion Aubert, Martin Crimp, Georg Büchner et Victor Hugo, avant de présenter sa pièce Vivipares (posthume), Brève histoire de l'humanité au Théâtre Paris-Villette et en tournée. Premier volume d'une trilogie autour de la religion, Céline Champinot présente en 2018 au Théâtre de la Bastille. La Bible, vaste entreprise de colonisation d’une planète habitable, deuxième volet de son triptyque. S’inspirant librement de La Bible, elle met en scène cinq jeunes Guides de France à la sortie du catéchisme, indignées contre le Ciel.
Elle est également dramaturge, notamment pour Rebecca Chaillon et Guillaume Barbot.
Artiste associée au Théâtre Dijon Bourgogne, puis au Théâtre des Treize Vents, elle reçoit le prix Nouveau Talent Théâtre de la SACD en 2019.
La metteuse en scène Pascale Henry lui propose d'écrire un texte pour l'édition 2021 d'un évènement initié par la SACD, intitulé Les Intrépides. Le livre comprend sept textes de sept autrices différentes. Les textes sont lus par les autrices elles-mêmes, à la chartreuse de Villeneuve-Les-Avignon, et au Conservatoire du Grand Avignon lors du Festival d'Avignon 2021,. Le livre est publié aux éditions L'Avant-scène théâtre.
Elle met en scène une adaptation de La Mouette d'Anton Tchekhov pour des représentations dans les lycées de Bourgogne-Franche-Comté en 2020, et présente Les Apôtres aux cœurs brisés (Cavern Club Band) en mai 2021 à Dijon, puis Théâtre de la Bastille et en tournée.
En 2024 elle présente Juliette et Roméo sont morts, premier volet de son cycle l’Amour et l’Occident, au Théâtre Public de Montreuil puis en itinérance avec le théâtre des 13 vents, et elle publie sa Trilogie biblico-pop dans la collection Méthodes-Textes et documents des éditions Théâtrales.

## Théâtre

### Metteuse en scène

#### Textes écrits et mis en scènes
- 2014 : Vivipares (posthume), brève histoire de l'humanité, Théâtre Paris-Villette, Théâtre de la Bastille et tournée
- 2018 : La Bible, vaste entreprise de colonisation d’une planète habitable, Théâtre de la Bastille et tournée[12]
- 2021 : Les Apôtres aux Cœurs Brisés (Cavern Club Band), Théâtre de la Bastille et tournée
- 2024 : Juliette et Roméo sont morts, théâtre des 13 vents, Théâtre Public de Montreuil et tournée

#### Autres mises en scènes
- 2009 : Léonce et Léna  de Georg Büchner, Théâtre de l'Épée de Bois[13]
- 2014 : Marie Tudor de Victor Hugo, avec le Groupe La Galerie, Théâtre de Bourg-en-Bresse et tournée
- 2018 : L'Âme humaine sous le socialisme d'après Oscar Wilde, conçu avec Gérald Kurdian, Séverine Astel et Geoffroy Rondeau, Théâtre Gérard Philipe[14]
- 2020 : CDG - Papy Charles est-il un bon juge en matière d’Art ?, Théâtre Dijon Bourgogne
- 2021 : La Mouette (Je n'ai pas respecté le monopole), Théâtre Dijon Bourgogne, Théâtre 13 et tournée
- 2022 : Le Cercle de Craie Caucasien de Bertolt Brecht, Théâtre des Treize Vents[15]
- 2023 : Sauter les grillages de Margot Lacaze, ENSATT[16]
- 2023 : Zombi, ou comment refaire surface de Samantha Pardon,  ENSATT

### Comédienne
- 2005 : La Religieuse d'après Denis Diderot, mise en scène Caroline Boisson, Théâtre de l'Iris (Villeurbanne)[17]
- 2008 : Atteintes à sa vie de Martin Crimp, mise en scène Adrienne Winling, Théâtre 13 et tournée[18]
- 2008 : Les poètes mentent mal d’Eugène Durif, mise en scène Sophie Loucachevsky, L'Étoile du Nord[19]
- 2009 : L'Évasion de Kamo de Daniel Pennac, mise en scène Guillaume Barbot, tournée[20]
- 2011 : En attendant Marie d'après Victor Hugo, mise en scène Groupe La Galerie, L'Instant T (Bourg-en-Bresse)[21]
- 2012 : Club 27 de Guillaume Barbot, La Maison des Métallos et tournée[22]
- 2017 : Amour de Guillaume Barbot, Théâtre de la Cité Internationale et tournée[23]

### Textes mis en scène par d'autres
- Les Manifestes du chœur de Céline Champinot, mise en scène Grégoire Monsaingeon, Théâtre de la Bastille[24]

## Publications
- Les Intrépides, Frontière(s): sept pièces courtes, (sept pièces écrites par Céline Champinot, Odile Cornuz, Carole Martinez, Marie Nimier, Karoline Rose SUN, Aïko Solovkine, Alice Zeniter), Avant-scène théâtre, 2021  (ISBN 978-2-7498-1512-1)[25]
- Trilogie biblico-pop, Vivipares, La Bible, Les Apôtres aux cœurs brisés, collection Méthodes-Textes et documents, éditions Théâtrales, 2024

## Distinctions
- 2019 : Nouveau Talent Théâtre SACD 2019[26]